# Dialineura kikowensis
Dialineura kikowensis är en tvåvingeart som beskrevs av Ouchi 1943. Dialineura kikowensis ingår i släktet Dialineura och familjen stilettflugor. Inga underarter finns listade i Catalogue of Life.